# لويس ألبرتو كايسيدو موسكيرا
لويس ألبرتو كايسيدو موسكيرا (بالإسبانية: Luis Alberto Caicedo Mosquera) هو لاعب كرة قدم كولومبي في مركز الوسط، ولد في 17 مايو 1996 في أبارتادو في كولومبيا. لعب مع نيو إنغلاند ريفولوشن.

## وصلات خارجية
- لويس ألبرتو كايسيدو موسكيرا على موقع الدوري الأمريكي (الإنجليزية)
- لويس ألبرتو كايسيدو موسكيرا على موقع قاعدة بيانات كرة القدم.إي يو (الإنجليزية)
- لويس ألبرتو كايسيدو موسكيرا على موقع Soccerway.com (الإنجليزية)
- لويس ألبرتو كايسيدو موسكيرا على موقع عالم كرة القدم.نت (الإنجليزية)
- لويس ألبرتو كايسيدو موسكيرا على موقع AS.com (الإسبانية)